# Diavoli Vicenza 2008-2009
Questa pagina raccoglie i dati riguardanti i Diavoli Vicenza nelle competizioni ufficiali della stagione 2008-2009.

## Stagione
Per i Diavoli Vicenza la stagione 2008/2009 si è conclusa mercoledì 10 giugno con la sconfitta ai rigori in gara 4 della finale play off scudetto, contro i pluri-campioni dell'Asiago Vipers che si sono aggiudicati il sesto scudetto consecutivo. La partita, così come tutte le sfide dei play off, ha dimostrato che la formazione berica ha fatto un salto di qualità rispetto agli anni scorsi entrando con merito nel gota dell'hockey in line e che questo sport giovane e non ancora molto seguito, può dare delle grande emozioni come ha testimoniato il folto pubblico presente al pattinodromo di Vicenza nelle ultime gare (quasi 400 spettatori) e quello presente all'Odegar di Asiago nelle partite della finale giocate sull'altopiano (oltre mille i presenti).
Per i Diavoli, seguiti da quest'anno da mister Angelo Roffo, coadiuvato da Andrea Bellinaso, il bilancio non può che essere positivo: due finali raggiunte come mai era accaduto nella storia dei vicentini (Coppa Italia e Campionato), il secondo posto in campionato, l'eliminazione di quella che negli ultimi anni ha cercato in tutti i modi di fermare la corazzata asiaghese, ovvero Edera Trieste, che anche per questa stagione ha investito in nomi importanti e in un allenatore vincente, Cristian Rela (ex Asiago Vipers), l'aumento del seguito da parte del pubblico e dell'interesse da parte dei media locali e il lancio di alcuni giovani di talento, in particolare il difensore ventenne Fabio Testa e del portiereventiduenne sloveno Gasper Kroselj.
Grandi successi si sono raccolti anche dalle formazioni della società: secondo posto nella Final Six di Coppa di Lega per la formazione di serie B, il 3º posto alle finali nazionali per la formazione under 15 e la dimostrazione che, anche in momenti di difficoltà, la passione, la determinazione e l'unione del gruppo possono fare la differenza.
Protagonisti di questa stagione i ragazzi del gruppo storico che hanno portato la squadra alla massima serie e a grandi risultati: il portiere Marco Pesavento, affiancato durante il campionato dal sedicenne Jacopo Costa che ha esordito nella massima serie, il capitano Massimo Stevanoni, un esempio di impegno, cuore e professionalità, i veloci attaccanti Filippo Pozzan e Simone Rigoni, Giacomo Petrone, generoso difensore pedina insostituibile dei Diavoli e della Nazionale; Michele Valbusa, ormai senatore di questo giovane gruppo, Antonio Bellinaso e Valentino Vellar: il futuro e l'esperienza in difesa. Luca Roffo, punta di diamante dell'attacco dei Diavoli, i ragazzi terribili che già lo scorso campionato si sono ben comportarti e che trovano sempre più spazio nella prima squadra, ovvero Fabio Dalle Ave, Fabrizio Maran e Giacomo Zazzaron. Fabio Testa, per la prima volta in biancorosso, giovane di talento proveniente dall'Asiago Hockey ghiaccio e subito ambientatosi benissimo nel gruppo.
Nella fase dei play off hanno rinforzato la squadra: Gasper Kroselj, il giovane portiere della nazionale Slovena, colpaccio di mercato nella scorsa estate e grande protagonista nella fase finale della stagione, Andreas Huber esperto difensore alla seconda esperienza con i Diavoli, Michele Ciresa, cecchino in attacco, temuto da tutti gli avversari, e Luca Felicetti, ala sinistra classe '81 che ha esordito nel mondo dell'in line quest'anno con ottimi risultati grazie alla sua classe e intelligenza tattica.
Una grande stagione che deve essere il trampolino di lancio per la prossima, in cui cercare di migliorarsi visti anche i nuovi appuntamenti che attendono i Diavoli: oltre a Coppa Italia e Campionato, infatti, si giocherà la Supercoppa e, a livello europeo, la Confederation Cup o forse la European Championship (la Coppa Campioni dell'hockey in line) come Vice Campioni d'Italia.

## Organigramma societario
Dal sito internet ufficiale della società.
Area direttiva
- Presidente: Stefano Costa
- Presidente Onorario: Cav. Lino Dori
- Vice Presidenti: Mario Bellinaso
- Responsabile Amministrativo: Maurizio Scaggiari

Area organizzativa
- Direttore sportivo: Mario Bellinaso
- Team leader: Marco A. Ferrari

Area comunicazione
- Addetto stampa: Sabrina Nicoli

Serie A1
- Allenatore: Angelo Roffo
- Allenatori in seconda: Andrea Bellinaso

Serie B
- Responsabile serie B: Matteo Zarantonello
- Allenatore: Nicola De Simoni

Settore Giovanile
- Responsabile settore giovanile: Stefano De Lorenzi, Gianmarco Dell'Uomo
- Allenatore:Bogdan Jordachiou

## Serie A1

### Rosa
| N. |                     | Ruolo | Calciatore                       |
| -- | ------------------- | ----- | -------------------------------- |
| 20 | Slovenia (bandiera) | P     | Gasper Kroselj                   |
| 29 | Italia (bandiera)   | P     | Marco Pesavento                  |
| 37 | Italia (bandiera)   | P     | Jacopo Costa                     |
| 2  | Italia (bandiera)   | D     | Antonio Bellinaso                |
| 7  | Italia (bandiera)   | D     | Valentino Vellar (vice capitano) |
| 10 | Italia (bandiera)   | D     | Michele Valbusa                  |
| 14 | Italia (bandiera)   | D     | Fabio Testa                      |
| 17 | Italia (bandiera)   | D     | Fabio Dalle Ave                  |
| 24 | Italia (bandiera)   | D     | Andreas Huber                    |
| 28 | Italia (bandiera)   | D     | Giacomo Petrone                  |
| 11 | Italia (bandiera)   | A     | Filippo Pozzan                   |
| 13 | Italia (bandiera)   | A     | Simone Rigoni                    |
| 15 | Italia (bandiera)   | A     | Luca Felicetti                   |
| 16 | Italia (bandiera)   | A     | Massimo Ansoldi                  |
| 23 | Italia (bandiera)   | A     | Luca Roffo                       |
| 43 | Italia (bandiera)   | A     | Fabrizio Maran                   |
| 44 | Italia (bandiera)   | A     | Giacomo Zazzaron                 |
| 80 | Italia (bandiera)   | A     | Massimo Stevanoni (capitano)     |
| 91 | Italia (bandiera)   | A     | Michele Ciresa                   |

### Coppa Italia

#### Quarti di finale
| Vicenza 12 ottobre 2008 | Diavoli Vicenza | 8 – 1         | Hockey Club Milano 24 | Pattinodromo Comunale di viale Ferrarin (250 circa spett.) |
| \| \| \| \| \| Stevanoni M. 11.25 Roffo L. 16.38 Valbusa M. 18.14 Roffo L. 19.59 Pozzan F. 22.54 Roffo L. 26.09 Vellar V. 31.07 Valbusa M. 39.55 \| Marcatori \| 4.24 Banchero \| |                 |               |                       |                                                            |
| |                 |               |                       |                                                            |
| Stevanoni M. 11.25 Roffo L. 16.38 Valbusa M. 18.14 Roffo L. 19.59 Pozzan F. 22.54 Roffo L. 26.09 Vellar V. 31.07 Valbusa M. 39.55                                                 | Marcatori       | 4.24 Banchero |                       |                                                            |

| Milano 18 ottobre 2008 | Hockey Club Milano 24 | 4 – 5                                                                             | Diavoli Vicenza | Quanta Sport Village |
| \| \| \| \| \| Zagni 12.16 Pau12.29 Zagni17.52 Uccelli 26.16 \| Marcatori \| 10.20 Valbusa M. 16.11 Vellar V. 34.59 Roffo L. 36.06 Petrone G. 38.27 Valbusa M. \| |                       |                                                                                   |                 |                      |
| |                       |                                                                                   |                 |                      |
| Zagni 12.16 Pau12.29 Zagni17.52 Uccelli 26.16 | Marcatori             | 10.20 Valbusa M. 16.11 Vellar V. 34.59 Roffo L. 36.06 Petrone G. 38.27 Valbusa M. |                 |                      |

#### Semifinale
| Trieste 1º novembre 2008                                                     | Edera Trieste | 1 – 2                             | Diavoli Vicenza |  |
| \| \| \| \| \| Kos 2.18 \| Marcatori \| 37.33 Stevanoni M. 30.56 Roffo L. \| |               |                                   |                 |  |
|                                                                              |               |                                   |                 |  |
| Kos 2.18                                                                     | Marcatori     | 37.33 Stevanoni M. 30.56 Roffo L. |                 |  |

| Arbitro: | Rigoni, Facchin |

|                                                                                |           |                   |
| Roffo L. 5.49 Stevanoni M. 11.52 Rigoni S. 15.07 Roffo L. 33.15 Roffo L. 39.07 | Marcatori | 0.58 Kos 8.40 Kos |

#### Finale
| Arbitro: | Soraperra, Fiabane |

|                                                                 |           |                                                                     |
| Rigoni S. 9.18 Valbusa M. 16.07 Valbusa M. 35.27 Roffo L. 37.28 | Marcatori | 7.58 Mosele 16.30 Mosele 16.43 Mosele 29.46 Comencini 36.04 Mantese |

| Arbitro: | Gufler, Raia |

|                                                                                 |           |                               |
| Molteni 2.02 Mosele 5.17 Comencini 8.08 Frigo 12.09 Frigo 33.11 Comencini 37.41 | Marcatori | 30.13 Roffo L. 35.48 Roffo L. |

### Campionato
| Giornata | Data             | Partita                                    | Risultato | Marcatori |
| -------- | ---------------- | ------------------------------------------ | --------- | --- |
| 1        | 16 novembre 2008 | Diavoli Vicenza - Libertas Forlì           | 7 - 1     | 2.54' Valbusa M. (VI), 4.56' Petrone G. (VI), 8.38' Sommadossi (FO), 15.45' Testa F. (VI), 22.10' Stevanoni M. (VI), 31.14' Rigoni S. (VI), 33.20' Stevanoni M. (VI), 37.32' Roffo L. (VI) |
| 2        | 22 novembre 2008 | Ferrara Hockey - Diavoli Vicenza           | 4 - 8     | 7.45' Giacché (FE), 10.12' Stevanoni M. (VI), 15.21' Andreotti (FE), 19.25' Valbusa M. (VI), 25.12' Stevanoni M. (VI), 26.57' Roffo L. (VI), 27.32' Rigoni S. (VI), 29.09' Petrone G. (VI), 29.21' Stevanoni M. (VI), 31.46' Giacché (FE), 33' Roffo L. (VI), 38.44' Chidoni (FE)                                            |
| 3        | 30 novembre 2008 | Diavoli Vicenza - Pirati Civitavecchia     | 6 - 5     | 0.23' Stevanoni M. (VI), 8.04' Petrone G. (VI), 10.37' Testa F. (VI), 15.52' Roffo L. (VI), 16.42' Kucera (CI), 22.47' Simunek (CI), 26.21' Testa F. (VI), 32.34' Pozzan F. (VI), 34.18' Kucera (CI), 35.36' Sigillo (CI), 35.55' Simunek (CI)                                                                               |
| 4        | 7 dicembre 2008  | H.C. Draghi Torino - Diavoli Vicenza       | 2 - 8     | 4.02' Stevanoni M. (VI), 5.06' Petrone G. (VI), 7.52' Stevanoni M. (VI), 12.33' Rigoni S. (VI), 17.58' Stefanali (TO), 18.32' Testa F. (VI), 21.27' Rigoni S. (VI), 26.17' Petrone G. (VI), 35.15' Ricci (TO), 37.38' Zazzaron G. (VI)                                                                                       |
| 5        |                  | Riposo                                     |           | |
| 6        | 17 dicembre 2008 | Polet Trieste - Diavoli Vicenza            | 1 - 5     | 7.58' Stevanoni M. (VI), 17.00' Fajdiga (TR), 19.19' Stevanoni M. (VI), 23.55' Roffo L. (VI), 24.36' Roffo L. (VI), 27.19' Roffo L. (VI) |
| 7        | 4 gennaio 2009   | Diavoli Vicenza - Lions Arezzo Hockey Club | 6 - 3     | 4.53' Nathigal s. (AR), 5.58' Roffo L. (VI), 8.34' Morandi (AR), 9.26' Valbusa M. (VI), 18.35' Stevanoni M. (VI), 19.40' Petrone G. (VI), 12.54'Roffo L. (VI), 14.38' Valbusa M. (VI), 19.12 Natighal R. (AR) |
| 8        | 10 gennaio 2009  | Hockey Club Milano 24 - Diavoli Vicenza    | 2 - 1     | 30.21' De Luca (MI), 32.25' Pau (MI), 34.33' Petrone G. (VI) |
| 9        | 18 gennaio 2009  | Diavoli Vicenza - Asiago Vipers            | 4 - 2     | 2.18' Roffo L. (VI), 5.32' Pozzan F. (VI), 7.43' Valbusa M. (VI), 8.46' Petrone G. (VI), 31.46' Rigoni S. (AS), 37.22' Rigoni S. (AS) |
| 10       | 24 gennaio 2009  | New Press Montebelluna - Diavoli Vicenza   | 3 - 6     | 2.40' Roffo L. (VI), 6.11' Ferro (MO), 7.34' Valbusa M. (VI), 9.35' Demattio (MO), 16.50' Roffo L. (VI), 19.05' Rigoni S. (VI), 21.15' Valbusa M. (VI), 26.07 Stevanoni M. (VI), 38.25' Bezzi (MO) |
| 11       | 1º febbraio 2009 | Diavoli Vicenza - Edera Trieste            | 3 - 6     | 6.39' Trinetti (TR), 8.59' Frizzera (TR), 11.56' Simsic (TR), 14.07' Stevanoni M. (VI), 20.40' Zerdin (TR), 24.00' Valbusa M. (VI), 28.09' Valbusa M. (VI), 30.25 Kos (TR), 30.35' Vellar (TR) |
| 12       | 7 febbraio 2009  | Libertas Forlì - Diavoli Vicenza           | 2 - 2     | 9.54' Valbusa M. (VI), 10.20' Bartheldy (FO), 30.10' Valbusa M. (VI), 34.34' Keim (FO) |
| 13       | 15 febbraio 2009 | Diavoli Vicenza - Ferrara Hockey           | 9 - 2     | 8.19' Roffo L. (VI), 8.52' Rigoni S. (VI), 12.28' Giacché (FE), 13.44' Pozzan F. (VI), 22.17' Rigoni S. (VI), 22.34' Roffo L. (VI), 26.34' Pozzan F. (VI), 27.33' Adam (FE), 29.27' Stevanoni M. (VI), 36.08' Stevanoni M. (VI), 39.36' Roffo L. (VI)                                                                        |
| 14       | 22 febbraio 2009 | Pirati Civitavecchia - Diavoli Vicenza     | 4 - 4     | 10.88' Simunek (CI), 12.12' Valbusa M. (VI), 14.08' Roffo L. (VI), 27.43' Simunek (CI), 33.06' Stevanoni M. (VI), 36.54' Simunek (CI), 38.40' Simunek (CI), 39.28' Stevanoni M. (VI) |
| 15       | 1º marzo 2009    | Diavoli Vicenza - H.C. Draghi Torino       | 10 - 4    | 00.38' Petrone G. (VI), 7.40' Petrone G. (VI), 11.01' Roffo L. (VI), 11.51' Stevanoni M. (VI), 15.37' Rigoni S. (VI), 17.58' Pozzi (TO), 21.34' Petrone G. (VI), 25.52' Ceretto (TO), 26.24' Roffo L. (VI), 29.36' Valbusa M. (VI), 32.03' Pozzi (TO), 35.04' Stefanati (TO), 35.46' Stevanoni M. (VI), 37.34' Roffo L. (VI) |
| 16       |                  | Riposo                                     |           | |
| 17       | 19 marzo 2009    | Diavoli Vicenza - Polet Trieste            | 4 - 2     | 00.55' Stevanoni M. (VI), 6.55' Petrone G. (VI), 9.21' Ferjanic (TR), 17.18' Testa F. (VI), 19.29' Fajdiga (TR), 36.30' Stevanoni M. (VI) |
| 18       | 21 marzo 2009    | Lions Arezzo Hockey Club - Diavoli Vicenza | 7 - 2     | 1.47' Nathigal S. (AR), 2.40' Rigoni S. (VI), 15.39' Moro (AR), 16.44' Nathigal S. (AR), 23.09' Nathigal S. (AR), 24.23' Traversa (AR), 28.08' Nathigal S. (AR), 36.31' Pozzan F. (VI), 37.14' Nathigal S. (AR) |
| 19       | 29 marzo 2009    | Diavoli Vicenza - Hockey Club Milano 24    | 5 - 0     | 0.24' Roffo L. (VI), 19.32' Roffo L. (VI), 21.22' Pozzan F. (VI), 22.03' Ciresa M. (VI), 34.30' Valbusa M. (VI) |
| 20       | 4 aprile 2009    | Asiago Vipers - Diavoli Vicenza            | 3 - 0     | 5.39' Frigo (AS), 36.57' Mantese (AS), 39.57' Gruber (AS) |
| 21       | 19 aprile 2009   | Diavoli Vicenza - New Press Montebelluna   | 7 - 5     | 7.50' Valbusa M. (VI), 8.02' Stevanoni M. (VI), 9.33' Testa F. (VI), 12.46' Varotto (MO), 16.33' Rigoni S. (VI), 18.32' Roffo L. (VI), 21.31' Testa F. (VI), 22.11 Pozzan F. (VI), 25.36' Savi (MO), 29.35' Bezzi (MO), 31.52' Biacoli (MO), 35.21' Peruzzo (MO)                                                             |
| 22       | 25 aprile 2009   | Edera Trieste - Diavoli Vicenza            | 2 - 2     | 2.53' Rigoni F. (TR), 19.39' Ciresa M. (VI), 28.58' Armani (TR), 30.11' Huber A. (VI) |

### Play-off

#### Quarti di finale
| Arbitro: | Raia, Stella |

|              |           | |
| Panella 2.40 | Marcatori | 0.53 Stevanoni M. 1.37 Valbusa M. 7.29 Roffo L. 7.52 Felicetti L. 33.01 Stevanoni M. 33.21 Felicetti L. 34.33 Rigoni S. 37.03 Huber A. |

| Arbitro: | Fonzari, Fumagalli |

|                                                                               |           |                                        |
| Pozzan F. 6.21 Testa F. 9.58 Roffo L. 19.32 Felicetti L. 22.09 Huber A. 24.36 | Marcatori | 9.58 Kucera 10.18 Kucera 23.38 Sigillo |

#### Semifinale
| Arbitro: | Stella, Stella |

|                                                                             |           |           |
| Ciresa M. 4.13 Rigoni S. 13.18 Huber A. 16.12 Huber A. 34.42 Testa F. 39.00 | Marcatori | 10.47 Kos |

| Arbitro: | Rigoni, Facchin |

|                               |           |                 |
| Rigoni F. 26.21 Widmann 31.22 | Marcatori | 24.04 Vellar V. |

| Arbitro: | Guadagnin, Soraperra |

|                             |           |                                                                    |
| Trinetti 18.02 Simsic 36.07 | Marcatori | 7.32 Ciresa M. 10.20 Pozzan F. 14.32 Stevanoni M. 34.42 Petrone G. |

#### Finale
| Arbitro: | Fonzari, Rigoni |

|                                              |           |                                 |
| Roffo L. 3.01 Ciresa M. 17.15 Roffo L. 17.59 | Marcatori | 22.30 Comencini 24.45 Comencini |

| Arbitro: | Grandini, Zuccatti |

| |           |                                                                         |
| Dorigatti 2.12 Tomassello 3.41 Mosele 6.39 Longhini 12.38 Rigoni 12.38 Gruber 15.18 Comencini 18.55 Comencini 24.13 Tomasello 26.48 Egger 27.34 Dorigatti 28.28 | Marcatori | 13.47 Stevanoni M. 13.56 Testa F. 23.17 Stevanoni M. 38.16 Felicetti L. |

| Arbitro: | Corponi, Fiabane |

|                                                           |           |                                   |
| Mosele 3.45 Comencini 19.26 Mantese 30.32 Dorigatti 39.46 | Marcatori | 30.02 Felicetti L. 39.20 Roffo L. |

| Arbitro: | Stella, Stella |

|                                                                                    |           |                                                                                               |
| Vellar V. 12.11 Ciresa M. 21.07 Stevanoni M. 30.48 Roffo L. 31.33 Rigoni S. (Rig.) | Marcatori | 7.50 Tomasello 10.42 Mantese 11.40 Rigoni L. 22.25 Rigoni L. (Rig.) Rigoni S. (Rig.)Comencini |

### Statistiche

#### Statistiche di squadra
| Competizione  | Punti | In casa | In casa | In casa | In casa | In casa | In casa | In trasferta | In trasferta | In trasferta | In trasferta | In trasferta | In trasferta | Totale | Totale | Totale | Totale | Totale | Totale | Totale |
| Competizione  | Punti | G       | V       | N       | P       | Gf      | Gs      | G            | V            | N            | P            | Gf           | Gs           | G      | V      | N      | P      | Gf     | Gs     | DG     |
| ------------- | ----- | ------- | ------- | ------- | ------- | ------- | ------- | ------------ | ------------ | ------------ | ------------ | ------------ | ------------ | ------ | ------ | ------ | ------ | ------ | ------ | ------ |
| Campionato A1 | 42    | 10      | 9       | 0       | 1       | 61      | 30      | 10           | 4            | 3            | 3            | 38           | 30           | 20     | 13     | 3      | 4      | 99     | 60     | +39    |
| Play-off A1   | -     | 4       | 3       | 0       | 1       | 17      | 10      | 5            | 2            | 0            | 3            | 18           | 19           | 9      | 5      | 0      | 4      | 36     | 29     | +7     |
| Coppa Italia  | -     | 3       | 2       | 0       | 1       | 17      | 8       | 3            | 2            | 0            | 1            | 11           | 11           | 6      | 4      | 0      | 2      | 28     | 20     | +8     |
| Totale        | -     | 17      | 15      | 0       | 3       | 95      | 48      | 18           | 8            | 3            | 7            | 67           | 60           | 35     | 21     | 3      | 11     | 163    | 109    | +54    |

#### Classifica marcatori stagionali
NOTE

Vengono considerate solo le marcature in partite ufficiali.
LEGENDA

Camp=Campionato; Playoff=Playoff; C. Ita=Coppa Italia
| Marcatore    | Ruolo      | Camp | Playoff | C. Ita | Totale |
| ------------ | ---------- | ---- | ------- | ------ | ------ |
| Roffo L.     | attaccante | 22   | 6       | 11     | 39     |
| Stevanoni M. | attaccante | 22   | 6       | 3      | 31     |
| Valbusa M.   | difensore  | 15   | 1       | 6      | 22     |
| Petrone G.   | difensore  | 12   | 1       | 1      | 14     |
| Rigoni S.    | attaccante | 10   | 2       | 2      | 14     |
| Testa F.     | difensore  | 7    | 3       | 2      | 12     |
| Pozzan F.    | attaccante | 7    | 2       | 1      | 10     |
| Ciresa M.    | attaccante | 2    | 4       | -      | 6      |
| Felicetti L. | attaccante | -    | 5       | -      | 5      |
| Huber A.     | difensore  | 1    | 4       | -      | 5      |
| Vellar V.    | difensore  | -    | 2       | -      | 2      |
| Zazzaron G.  | attaccante | 1    | -       | -      | 1      |
| Totale       | attaccanti | 64   | 25      | 17     | 106    |
| Totale       | difensori  | 35   | 11      | 9      | 55     |
| Totale       | Totale     | 99   | 36      | 26     | 161    |

## Serie B
- Campionato Nazionale 2008-2009: 3º posto.
- Coppa di Lega: 2º posto.

## Giovanili
- Under 17:
  - Campionato Nazionale 2008-2009: raggiunte le finali nazionali.
- Under 15:
  - Campionato Nazionale 2008-2009: 3º posto.
  - Roller Hockey Cup di Padova: vincitore.
  - Torneo di Caonada di Montebelluna: vincitore.